# The Wild Hunt
The Wild Hunt – piąty album studyjny szwedzkiego zespołu muzycznego Watain. Wydawnictwo ukazało się 16 sierpnia 2013 roku nakładem wytwórni muzycznej Century Media Records. Album poprzedził singel pt. „All That May Bleed”, który trafił do sprzedaży 21 czerwca, także 2013 roku.  
Album dotarł do 158. miejsca listy Billboard 200 w Stanach Zjednoczonych sprzedając się w nakładzie 2,7 tys. egzemplarzy w przeciągu tygodnia od dnia premiery. Płyta trafiła ponadto m.in. na listy przebojów w Grecji, Szwecji, Niemczech oraz Belgii. Materiał był promowany teledyskiem do utworu „Outlaw”.

## Lista utworów
Opracowano na podstawie materiału źródłowego.
| Nr  | Tytuł utworu                                | Długość |
| --- | ------------------------------------------- | ------- |
| 1.  | „Night Vision” (utwór instrumentalny)       | 03:38   |
| 2.  | „De Profundis”                              | 04:33   |
| 3.  | „Black Flames March”                        | 06:20   |
| 4.  | „All That May Bleed”                        | 04:41   |
| 5.  | „The Child Must Die”                        | 06:04   |
| 6.  | „They Rode On”                              | 08:43   |
| 7.  | „Sleepless Evil”                            | 05:37   |
| 8.  | „The Wild Hunt”                             | 06:20   |
| 9.  | „Outlaw”                                    | 05:07   |
| 10. | „Ignem Veni Mittere” (utwór instrumentalny) | 04:39   |
| 11. | „Holocaust Dawn”                            | 07:07   |
|     |                                             | 1:02:49 |

## Listy sprzedaży
| Lista                   | Kraj              | Pozycja |
| ----------------------- | ----------------- | ------- |
| Sverigetopplistan       | Szwecja           | 1       |
| SNEP                    | Francja           | 164     |
| Suomen virallinen lista | Finlandia         | 25      |
| IFPI Greece             | Grecja            | 58      |
| Media Control Charts    | Niemcy            | 18      |
| Schweizer hitparade     | Szwajcaria        | 73      |
| Ultratop                | Belgia (Flandria) | 132     |
| Ultratop                | Belgia (Walonia)  | 166     |
| Billboard 200           | Stany Zjednoczone | 158     |
| UK Albums Chart         | Wielka Brytania   | 125     |